# Ander Vilariño
Ander Vilariño Facal (Hondarribia, 6 novembre 1979) è un pilota automobilistico spagnolo.
Pilota della categoria NASCAR, ha vinto le stagioni 2012 e 2013 della NASCAR Whelen Euro Series.
Figlio del quattro volte campione europeo della montagna Andrés Vilariño, ha vinto anch'egli il campionato europeo della montagna nel 2007 alla guida di una Reynard 01L motorizzata Mugen